# Маива (язык, Папуа — Новая Гвинея)
Маива (Maiwa) — папуасский язык, на котором говорят в пределах ареала Менеао округа Рабараба провинции Милн-Бей (побережье залива Мои-Бири провинции Оро) в Папуа-Новой Гвинее. У маива есть диалекты гаирен, гварета, маива, манигара и ора. Язык маива используется во всех областях, кроме религии и образования, а также преподаётся в начальных школах.